# رودخانه حصار
رودخانه حصار یا کال حصار نام رودخانه‌ای واقع در شهرستان تربت حیدریه، استان خراسان رضوی است.